# Ciclooctan
Ciclooctanul este un cicloalcan cu formula moleculară (CH2)8. Este un compus incolor.
Sunt cunoscute două conformații: